# 2007年日本賽馬
2007年日本賽馬（日語：2007年の日本競馬），是2009年（平成19年）日本賽馬界發生的重大事件及各項賽事的記錄。

## 重大事件概要

### 中央競馬

#### 日本獲升格為第一部分賽馬地區
由本年度開始，日本獲國際賽事編錄標準委員會由第二部分賽馬地區升格為第一部分賽馬地區。而由於此原因，於升格前未獲國際評級的賽事，將會成為本地分級賽並非國際分級賽，採用JpnI、JpnII及JpnIII作為標示。

### 地方競馬

#### 分級賽標示變更
而因為同樣原因，先前獲得評委統一分級賽的地方賽事亦隨即更改標示，同樣以JpnI、JpnII及JpnIII作為識別。而南關東公營競馬則宣佈，將南關東分級賽的標示由G1、G2及G3更改為SI、SII及SIII，同時若賽事經已獲得Jpn的評級，不會被列入南關東分級系統之中。

## 時間表

### 1月-3月
- 1月1日 - 日本獲國際賽事編錄標準委員會由第二部分賽馬地區升格為第一部分賽馬地區。
- 3月28日 - 日本中央競馬會及泥地賽事評級委員會宣佈，於升格為第一部分賽馬地區前未獲國際評級的賽事，將會使用JpnI、JpnII及JpnIII作為標示。
- 3月30日 - 南關東公營競馬宣佈，南關東分級賽的標示由G1、G2及G3更改為SI、SII及SIII，同時若賽事經已獲得Jpn的評級，不會被列入南關東分級系統之中。
- 3月31日 - 杜拜世界盃賽馬日於阿聯酋詩柏馬場舉行，參戰高多芬一哩賽的「李察靈駒」取得第六、參戰阿聯酋打吡的「Victory Tetsuni」取得第五、參戰杜拜金莎軒錦標的「Agnes Jedi」及「Seeking the Best」分別取得第十及第十一、參戰杜拜免稅店盃的「賞月」及「大和主將」分別取得冠軍及季軍，參戰杜拜司馬經典賽的「搖滾樂」取得第六、參戰杜拜世界盃的「赤兔馬」取得殿軍。

### 4月-6月
- 4月21日 - 東京競馬場新看台「富士景看台」揭幕，全長380米，總面積17萬平方米，為世上最大。
- 4月22日 - 為紀念東京競馬場重新開放，本日最後一場賽事結束後舉辦後舉行了由9名退役騎師參與的「第1回騎師大師賽」，最終由練馬師河內洋取勝。
- 5月6日 - 本日舉行的NHK一哩賽中，由於取得冠軍的「粉紅瑰寶」為第十七人氣，以取得季軍的「Muramasano Yoto」為第十八人氣，使得「三重彩」賠率為97398.7倍、「單T」賠率為12217.7倍、此兩賽駒的「位置Q」賠率為588.9倍，創下中央分級賽最高的賠率。
- 5月11日 - 日本中央競馬會裁定騎師大庭和庭於同月4日遲到的理由為不實報告，對其處於停賽2日的處罰。
- 5月20日 - 新加坡航空國際盃於新加坡克蘭芝馬場舉行，參戰的「關之影」及「大宇宙」分別取得冠軍及亞軍。
- 5月27日 - 「伏特加」勝出東京優駿（日本）打吡，成為日本史上第三匹勝出日本打吡的雌馬，亦為時隔64年再有雌馬制霸打吡。
- 6月16日 - 由岩手縣競馬組合管理，位於岩手縣洋野町的場外投注所「Teletruck種市」開始發售中央競馬的彩票。
- 6月24日 - 於函館競馬場第12場賽事中，騎師塚田祥雄的座騎和前方賽駒接種跌倒，塚田倒地且頭部受到重擊。事發後工作人員立即將其送往函館市內的醫院救治，而檢查結果則表面塚田腦部出現挫傷需要進行緊急手術。

### 7月-9月
- 7月3日 - 日本中央競馬會馬主登錄審查委員會以大比數通過位於北海道日高町的生產者Darley Japan牧場之馬主申請。
- 7月6日 - 奇斯高一哩賽於美國荷李活園馬場舉行，與此同時因日本及美國對維多利亞一哩賽評級上有所分歧，「Koiuta」於賽前緊急被加磅。最終，參戰的「天之吻」、「情人節」及「Koiuta」分別獲得殿軍、第五及第九。
- 7月14日 - 小倉競馬場及荒尾競馬場因強颱風萬宜吹襲而將本日賽事分別推遲至7月16日及17日。
- 7月21日 - 騎師武豐勝出小倉競馬場第12場賽事，達成第2944場頭馬，超越騎師岡部幸雄成為日本史上頭馬數字最多的騎師。
- 7月24日 -  名古屋競馬場因4樓飯堂之水龍頭未被關閉導致3樓的投注所水浸而將本日推遲至7月27日舉行。
- 8月8日 - 原定遠征法國出戰凱旋門大賽的應屆打吡馬「伏特加」因受傷而避戰。
- 8月11日 - 「Hikaru Sazan Cross」出戰高知競馬場第4場賽事，以251場的出賽數字打破日本記錄。
- 8月15日 - 因現任會長高橋政行任期跡象屆滿，副會長土川健之獲委任為新一任的日本中央競馬會會長，並於9月1日上任。
- 8月16日 - 日本中央競馬會兩訓練中心均有馬流感爆發的跡象。由於事發時位於札幌競馬場及函館競馬場的不少賽駒亦有被檢查出患有馬流感，日本中央競馬會緊急調整賽事日程取消同月18及19日的賽事。而地方競馬亦受到影響，於16、17及18日不少原定出戰交流賽事的中央競馬所屬馬取消參戰，而大井競馬場、旭川競馬場及名古屋競馬場更直接取消賽事。
- 8月18日 - 原定遠征法國出戰凱旋門大賽的「名將森遜」因感染馬流感避戰。
- 8月22日 - 日本中央競馬會宣佈同月25及26日重新舉行賽事，馬匹參賽條件為於出賽前的兩次馬流感檢察均需為陰性。而分級賽新潟跳欄錦標及札幌記念則分別推遲至9月1日及9月2日舉行。

### 10月-12月
- 10月28日 - 「名將森遜」勝出秋季天皇賞，成為史上第五匹達成春秋天皇賞制霸的賽駒。
- 11月1日 -  日本中央競馬會宣佈重新指定位於千葉縣白井市的競馬學校作為外國參戰馬的檢疫設施。
- 11月3日 - 騎師武豐勝出京都競馬場第1場賽事，達成第3000場頭馬，成為首位達成此成就的騎師。
- 11月11日 - 「伏特加」於女皇伊利沙伯二世盃賽前被發現右前腳不良於行而退賽，作為第一人氣的賽駒，馬迷對其約值15億日圓的投注被返還。
- 11月28日 - 於同年7月正式獲得馬主資格的Darley Japan牧場向日本中央競馬會申請註銷馬主資格。
- 12月23日 - 第九人氣的「梵高藝展」勝出有馬紀念，使「二重彩」及「三重彩」的賠率打破有馬紀念的最高記錄。
- 12月29日 - 東京大賞典投注額達25億20萬7900日圓，打破地方競馬單場賽事記錄。

## 賽事結果

### 中央競馬・平地一級賽
| 賽事名                         | 賽事名                         | 賽事名                         | 優勝馬          | 性齡 | 騎師                 | 練馬師               | 所屬    |
| 月日                           | 馬場                           | 距離                           | 優勝馬          | 性齡 | 馬主                 | 馬主                 | 時間    |
| ------------------------------ | ------------------------------ | ------------------------------ | --------------- | ---- | -------------------- | -------------------- | ------- |
| 第24回二月錦標                 | 第24回二月錦標                 | 第24回二月錦標                 | Sunrise Bacchus | 雄5  | 安藤勝己             | 音無秀孝             | JRA栗東 |
| 2月18日                        | 東京競馬場                     | 泥1600米                       | Sunrise Bacchus | 雄5  | 松岡隆雄             | 松岡隆雄             | 1:34.8  |
| 第37回高松宮紀念               | 第37回高松宮紀念               | 第37回高松宮紀念               | 鈴鹿鳳凰        | 雄5  | 武豊                 | 橋田滿               | JRA栗東 |
| 3月25日                        | 中京競馬場                     | 草1200米                       | 鈴鹿鳳凰        | 雄5  | 永井啟貳             | 永井啟貳             | 1:08.9  |
| 第67回櫻花賞                   | 第67回櫻花賞                   | 第67回櫻花賞                   | 大和赤驥        | 雌3  | 安藤勝己             | 松田國英             | JRA栗東 |
| 4月8日                         | 阪神競馬場                     | 草1600米                       | 大和赤驥        | 雌3  | 大城敬三             | 大城敬三             | 1:33.7  |
| 第67回皋月賞                   | 第67回皋月賞                   | 第67回皋月賞                   | 永威勝          | 雄3  | 田中勝春             | 音無秀孝             | JRA栗東 |
| 4月15日                        | 中山競馬場                     | 草2000米                       | 永威勝          | 雄3  | 近藤英子             | 近藤英子             | 1:59.9  |
| 第135回春季天皇賞              | 第135回春季天皇賞              | 第135回春季天皇賞              | 名將森遜        | 雄4  | 石橋守               | 高橋成忠             | JRA栗東 |
| 4月29日                        | 京都競馬場                     | 草3200米                       | 名將森遜        | 雄4  | 松本好雄             | 松本好雄             | 3:14.1  |
| 第12回NHK一哩賽                | 第12回NHK一哩賽                | 第12回NHK一哩賽                | 粉紅瑰寶        | 雌3  | 内田博幸             | 國枝榮               | JRA美浦 |
| 5月6日                         | 東京競馬場                     | 草1600米                       | 粉紅瑰寶        | 雌3  | 金子真人控股         | 金子真人控股         | 1:34.3  |
| 第2回維多利亞一哩賽            | 第2回維多利亞一哩賽            | 第2回維多利亞一哩賽            | 戀曲            | 雌4  | 松岡正海             | 奥平雅士             | JRA美浦 |
| 5月13日                        | 東京競馬場                     | 草1600米                       | 戀曲            | 雌4  | 前川企畫及吉田照哉   | 前川企畫及吉田照哉   | 1:32.5  |
| 第68回優駿牝馬（日本橡樹大賽） | 第68回優駿牝馬（日本橡樹大賽） | 第68回優駿牝馬（日本橡樹大賽） | Robe Decollte   | 雌3  | 福永祐一             | 松元茂樹             | JRA栗東 |
| 5月20日                        | 東京競馬場                     | 草2400米                       | Robe Decollte   | 雌3  | 前田幸治             | 前田幸治             | 2:25.3  |
| 第74回東京優駿（日本打吡）     | 第74回東京優駿（日本打吡）     | 第74回東京優駿（日本打吡）     | 伏特加          | 雌3  | 四位洋文             | 角居勝彥             | JRA栗東 |
| 5月27日                        | 東京競馬場                     | 草2400米                       | 伏特加          | 雌3  | 谷水雄三             | 谷水雄三             | 2:24.5  |
| 第57回安田紀念                 | 第57回安田紀念                 | 第57回安田紀念                 | 大和主將        | 雄6  | 安藤勝己             | 上原博之             | JRA美浦 |
| 6月3日                         | 東京競馬場                     | 草1600米                       | 大和主將        | 雄6  | 大城敬三             | 大城敬三             | 1:32.3  |
| 第48回寶塚紀念                 | 第48回寶塚紀念                 | 第48回寶塚紀念                 | 賞月            | 雄4  | 岩田康誠             | 松田博資             | JRA栗東 |
| 6月24日                        | 阪神競馬場                     | 草2200米                       | 賞月            | 雄4  | 近藤利一及吉田勝己   | 近藤利一及吉田勝己   | 2:12.4  |
| 第41回短途馬錦標               | 第41回短途馬錦標               | 第41回短途馬錦標               | 真弓快車        | 雌3  | 中館英二             | 石坂正               | JRA栗東 |
| 9月30日                        | 中山競馬場                     | 草1200米                       | 真弓快車        | 雌3  | 戶佐真弓             | 戶佐真弓             | 1:09.4  |
| 第12回秋華賞                   | 第12回秋華賞                   | 第12回秋華賞                   | 大和赤驥        | 雌3  | 安藤勝己             | 松田國英             | JRA栗東 |
| 10月14日                       | 京都競馬場                     | 草2000米                       | 大和赤驥        | 雌3  | 大城敬三             | 大城敬三             | 1:59.1  |
| 第68回菊花賞                   | 第68回菊花賞                   | 第68回菊花賞                   | 淺草皇帝        | 雄3  | 四位洋文             | 大久保龍志           | JRA栗東 |
| 10月21日                       | 京都競馬場                     | 草3000米                       | 淺草皇帝        | 雄3  | 田原慶子             | 田原慶子             | 3:05.1  |
| 第136回秋季天皇賞              | 第136回秋季天皇賞              | 第136回秋季天皇賞              | 名將森遜        | 雄4  | 武豐                 | 高橋成忠             | JRA栗東 |
| 10月28日                       | 東京競馬場                     | 草2000米                       | 名將森遜        | 雄4  | 松本好雄             | 松本好雄             | 1:58.4  |
| 第32回女皇伊利沙伯二世盃       | 第32回女皇伊利沙伯二世盃       | 第32回女皇伊利沙伯二世盃       | 大和赤驥        | 雌3  | 安藤勝己             | 松田國英             | JRA栗東 |
| 11月11日                       | 京都競馬場                     | 草2200米                       | 大和赤驥        | 雌3  | 大城敬三             | 大城敬三             | 2:11.9  |
| 第24回一哩冠軍賽               | 第24回一哩冠軍賽               | 第24回一哩冠軍賽               | 大和主將        | 雄6  | 安藤勝己             | 上原博之             | JRA美浦 |
| 11月18日                       | 京都競馬場                     | 草1600米                       | 大和主將        | 雄6  | 大城敬三             | 大城敬三             | 1:32.7  |
| 第8回日本盃泥地大賽            | 第8回日本盃泥地大賽            | 第8回日本盃泥地大賽            | 赤兔馬          | 雄5  | 武豊                 | 石坂正               | JRA栗東 |
| 11月24日                       | 東京競馬場                     | 泥2100米                       | 赤兔馬          | 雄5  | Sunday Racing Co Ltd | Sunday Racing Co Ltd | 2:06.7  |
| 第27回日本盃                   | 第27回日本盃                   | 第27回日本盃                   | 賞月            | 雄4  | 岩田康誠             | 松田博資             | JRA栗東 |
| 11月25日                       | 東京競馬場                     | 草2400米                       | 賞月            | 雄4  | Darley Japan牧場     | Darley Japan牧場     | 2:24.7  |
| 第59回阪神兩歲牝馬錦標         | 第59回阪神兩歲牝馬錦標         | 第59回阪神兩歲牝馬錦標         | 出類拔萃        | 雌2  | 池添謙一             | 角居勝彥             | JRA栗東 |
| 12月2日                        | 阪神競馬場                     | 草1600米                       | 出類拔萃        | 雌2  | Carrot Farm Co Ltd   | Carrot Farm Co Ltd   | 1:33.8  |
| 第59回朝日盃未來錦標           | 第59回朝日盃未來錦標           | 第59回朝日盃未來錦標           | 大鷹犬          | 雄2  | 勝浦正樹             | 齋藤誠               | JRA美浦 |
| 12月19日                       | 中山競馬場                     | 草1600米                       | 大鷹犬          | 雄2  | 藤田與志男           | 藤田與志男           | 1:33.5  |
| 第52回有馬紀念                 | 第52回有馬紀念                 | 第52回有馬紀念                 | 梵高藝展        | 雄4  | 蛯名正義             | 國枝榮               | JRA美浦 |
| 12月23日                       | 中山競馬場                     | 草2500米                       | 梵高藝展        | 雄4  | 高橋文枝             | 高橋文枝             | 2:33.6  |

### 中央競馬・跳欄一級賽
| 賽事名            | 賽事名            | 賽事名            | 優勝馬       | 性齡 | 騎師      | 練馬師    | 所屬    |
| 月日              | 馬場              | 距離              | 優勝馬       | 性齡 | 馬主      | 馬主      | 時間    |
| ----------------- | ----------------- | ----------------- | ------------ | ---- | --------- | --------- | ------- |
| 第9回中山跳欄大賽 | 第9回中山跳欄大賽 | 第9回中山跳欄大賽 | Karasi       | 閹12 | 史葛      | 麥哥夫    | 澳洲    |
| 4月14日           | 中山競馬場        | 障4250米          | Karasi       | 閹12 | PJ Morgan | PJ Morgan | 4:50.4  |
| 第130回中山大障礙 | 第130回中山大障礙 | 第130回中山大障礙 | Merci A Time | 雄5  | 横山義行  | 武宏平    | JRA栗東 |
| 12月22日          | 中山競馬場        | 障4100米          | Merci A Time | 雄5  | 永井康郎  | 永井康郎  | 4:39.7  |

### 地方競馬・一級賽
| 賽事名                  | 賽事名                  | 賽事名                  | 優勝馬            | 性齡               | 騎師                       | 練馬師                     | 所屬       |
| 月日                    | 馬場                    | 距離                    | 優勝馬            | 性齡               | 馬主                       | 馬主                       | 時間       |
| ----------------------- | ----------------------- | ----------------------- | ----------------- | ------------------ | -------------------------- | -------------------------- | ---------- |
| 第56回川崎紀念          | 第56回川崎紀念          | 第56回川崎紀念          | 赤兔馬            | 雄5                | 李慕華                     | 石坂正                     | JRA栗東    |
| 1月31日                 | 川崎競馬場              | 泥2100米                | 赤兔馬            | 雄5                | Sunday Racing Co Ltd       | Sunday Racing Co Ltd       | 2:12.9     |
| 第19回柏市紀念          | 第19回柏市紀念          | 第19回柏市紀念          | Blue Concorde     | 雄7                | 幸英明                     | 服部利之                   | JRA栗東    |
| 5月5日                  | 船橋競馬場              | 泥1600米                | Blue Concorde     | 雄7                | Blue Management            | Blue Management            | 1:37.4     |
| 第30回帝王賞            | 第30回帝王賞            | 第30回帝王賞            | Bonneville Record | 雄4                | 的場文男                   | 堀井雅廣                   | JRA美浦    |
| 6月27日                 | 大井競馬場              | 泥2000米                | Bonneville Record | 雄4                | 塩田清                     | 塩田清                     | 2:04.3     |
| 第9回日本泥地打吡       | 第9回日本泥地打吡       | 第9回日本泥地打吡       | Furioso           | 雄3                | 今野忠成                   | 川島正行                   | 南關東船橋 |
| 7月11日                 | 大井競馬場              | 泥2000米                | Furioso           | 雄3                | Darley Japan Racing Co Ltd | Darley Japan Racing Co Ltd | 2:02.9     |
| 第20回一哩冠軍南部盃    | 第20回一哩冠軍南部盃    | 第20回一哩冠軍南部盃    | Blue Concorde     | 雄7                | 幸英明                     | 服部利之                   | JRA栗東    |
| 10月8日                 | 盛岡競馬場              | 泥1600米                | Blue Concorde     | 雄7                | Blue Management            | Blue Management            | 1:36.8     |
| 第7回日本育馬場盃短途賽 | 第7回日本育馬場盃短途賽 | 第7回日本育馬場盃短途賽 | Fujino Wave       | 雄5                | 御神本訓史                 | 高橋三郎                   | 南關東大井 |
| 10月31日                | 大井競馬場              | 泥1200米                | Fujino Wave       | 雄5                | 大志綜合企畫               | 大志綜合企畫               | 1:11.0     |
| 第7回日本育馬場盃經典賽 | 第7回日本育馬場盃經典賽 | 第7回日本育馬場盃經典賽 | 赤兔馬            | 雄5                | 李慕華                     | 石坂正                     | JRA栗東    |
| 10月31日                | 大井競馬場              | 泥2000米                | 赤兔馬            | 雄5                | Sunday Racing Co Ltd       | Sunday Racing Co Ltd       | 2:04.8     |
| 第58回全日本兩歲優駿    | 第58回全日本兩歲優駿    | 第58回全日本兩歲優駿    | Iiden Kenshin     |                    | 藤田伸二                   | 昆貢                       | JRA栗東    |
| 12月19日                | 川崎競馬場              | 泥1600米                | Iiden Kenshin     | RSA Country Co Ltd | RSA Country Co Ltd         | 1:41.8                     |            |
| 第53回東京大賞典        | 第53回東京大賞典        | 第53回東京大賞典        | 赤兔馬            | 雄5                | 李慕華                     | 石坂正                     | JRA栗東    |
| 12月29日                | 大井競馬場              | 泥2000米                | 赤兔馬            | 雄5                | Sunday Racing Co Ltd       | Sunday Racing Co Ltd       | 2:03.2     |

### 阿拉伯馬・主要賽事
| 賽事名                                  | 賽事名                                  | 賽事名                                  | 優勝馬        | 性齡 | 騎師     | 練馬師     | 所屬   |
| 月日                                    | 馬場                                    | 距離                                    | 優勝馬        | 性齡 | 馬主     | 馬主       | 時間   |
| --------------------------------------- | --------------------------------------- | --------------------------------------- | ------------- | ---- | -------- | ---------- | ------ |
| 第18回全日本Rosen Homer紀念             | 第18回全日本Rosen Homer紀念             | 第18回全日本Rosen Homer紀念             | Yuno Fourteen | 雄5  | 渡邊博文 | 檜山龍二郎 | 福山   |
| 3月25一                                 | 福山競馬場                              | 泥1800米                                | Yuno Fourteen | 雄5  | 平賀清   | 平賀清     | 2:00.8 |
| Tama Tsubaki紀念第7回全日本阿拉伯大賞典 | Tama Tsubaki紀念第7回全日本阿拉伯大賞典 | Tama Tsubaki紀念第7回全日本阿拉伯大賞典 | Fujino Kozan  | 雄4  | 池田敏樹 | 吉井勝宏   | 福山   |
| 6月4日                                  | 福山競馬場                              | 泥1800米                                | Fujino Kozan  | 雄4  | 藤井政介 | 藤井政介   | 1:56.8 |

### 輓馬・一級賽
| 賽事名             | 賽事名             | 賽事名             | 優勝馬        | 性齡 | 騎師       | 練馬師   | 所屬   |
| 月日               | 馬場               | 距離               | 優勝馬        | 性齡 | 馬主       | 馬主     | 時間   |
| ------------------ | ------------------ | ------------------ | ------------- | ---- | ---------- | -------- | ------ |
| 第29回帶廣紀念     | 第29回帶廣紀念     | 第29回帶廣紀念     | Tomoe Power   | 雄7  | 坂本東一   | 松井浩文 | 旭川   |
| 1月2日             | 帶廣競馬場         | 輓200米            | Tomoe Power   | 雄7  | 酒井兼益   | 酒井兼益 | 3:30.1 |
| 第38回Irene紀念    | 第38回Irene紀念    | 第38回Irene紀念    | Kanesa Ryu    | 雄3  | 工藤篤     | 村上慎一 | 旭川   |
| 3月11日            | 帶廣競馬場         | 輓200米            | Kanesa Ryu    | 雄3  | 村上昭一   | 村上昭一 | 2:00.1 |
| 第39回輓馬紀念     | 第39回輓馬紀念     | 第39回輓馬紀念     | Tomoe Power   | 雄7  | 坂本東一   | 松井浩文 | 旭川   |
| 3月25日            | 帶廣競馬場         | 輓200米            | Tomoe Power   | 雄7  | 酒井兼益   | 酒井兼益 | 4:50.6 |
| 第32回輓馬橡樹大賽 | 第32回輓馬橡樹大賽 | 第32回輓馬橡樹大賽 | Nishiki Carle | 雌3  | 大河原和雄 | 門脇稅   | 帶廣   |
| 12月9日            | 帶廣競馬場         | 輓200米            | Nishiki Carle | 雌3  | 仙頭富萬   | 仙頭富萬 | 2:16.1 |
| 第35回輓馬打吡     | 第35回輓馬打吡     | 第35回輓馬打吡     | Arrow Fighter | 雄3  | 鈴木惠介   | 高嶋伸一 | 帶廣   |
| 12月24日           | 帶廣競馬場         | 輓200米            | Arrow Fighter | 雄3  | 長澤廣茂   | 長澤廣茂 | 2:13.1 |

### 海外勝利
| 賽事名                | 賽事名                | 賽事名                | 賽事名                | 優勝馬 | 性齡 | 騎師               | 練馬師             | 所屬    |
| 月日                  | 國家/地區             | 馬場                  | 距離                  | 優勝馬 | 性齡 | 馬主               | 馬主               | 時間    |
| --------------------- | --------------------- | --------------------- | --------------------- | ------ | ---- | ------------------ | ------------------ | ------- |
| 第12屆杜拜免稅店盃    | 第12屆杜拜免稅店盃    | 第12屆杜拜免稅店盃    | 第12屆杜拜免稅店盃    | 賞月   | 雄4  | 武豐               | 松田博資           | JRA栗東 |
| 3月31日               | 阿聯酋                | 詩柏馬場              | 草1777米              | 賞月   | 雄4  | 近藤利一及吉田勝己 | 近藤利一及吉田勝己 | 1:47.94 |
| 第7屆新加坡航空國際盃 | 第7屆新加坡航空國際盃 | 第7屆新加坡航空國際盃 | 第7屆新加坡航空國際盃 | 關之影 | 雄5  | 田中勝春           | 加藤征弘           | JRA美浦 |
| 5月20日               | 新加坡                | 克蘭芝馬場            | 草2000米              | 關之影 | 雄5  | 飯塚知一           | 飯塚知一           | 2:04.0  |

### 騎師邀請賽
| 賽事名                      | 賽事名                      | 冠軍     | 所屬    |
| 月日                        | 馬場                        | 冠軍     | 所屬    |
| --------------------------- | --------------------------- | -------- | ------- |
| 第5回佐佐木竹見盃騎師大獎賽 | 第5回佐佐木竹見盃騎師大獎賽 | 武豐     | JRA栗東 |
| 1月30日                     | 川崎競馬場                  | 武豐     | JRA栗東 |
| 超級騎師大賽預賽2007        | 超級騎師大賽預賽2007        | 赤岡修次 | 高知    |
| 10月18及26日                | 札幌競馬場及名古屋競馬場    | 赤岡修次 | 高知    |
| 第21回世界超級騎師大賽      | 第21回世界超級騎師大賽      | 韋紀力   | 澳洲    |
| 12月1日及2日                | 阪神競馬場                  | 韋紀力   | 澳洲    |

## 馬匹獎項

### JRA賞
- 馬王：賞月（雄4、栗東・松田博資馬房）
- 最佳2歲雄馬：大鷹犬（雄2、美浦・齋藤誠馬房）
- 最佳2歲雌馬：出類拔萃（雌2、栗東・角居勝彥馬房）
- 最佳3歲雄馬：淺草皇帝（雄3、大久保龍志馬房）
- 最佳3歲雌馬：大和赤驥（雌3、栗東・松田國英馬房）
- 最屆4歲及以上雄馬：賞月（雄4、栗東・松田博資馬房）
- 最佳4歲及以上雌馬：戀曲（雌4、美浦・奥平雅士馬房）
- 最佳短途馬：大和主將（雄6、美浦・上原博之馬房）
- 最佳泥地馬：赤兔馬（雄5、栗東・石坂正馬房）
- 最佳跳欄馬：Merci A Time（雄5、栗東・武宏平馬房）
- 最佳父內國產馬：大和赤驥（雌3、栗東・松田國英馬房）
- 特別賞：伏特加（栗東・角居勝彥馬房）、名將森遜（雄4、栗東・瀬戶口勉馬房→栗東・高橋成忠馬房）

### NAR大獎
- 馬王：Furioso（雄3、船橋・川島正行馬房）
- 最佳2歲純種馬：Diraqouee（雄2、旭川・成田春男馬房）
- 最佳3歲純種馬：Furioso（雄3、船橋・川島正行馬房）
- 最佳4歲及以上純種馬：Fujino Wave（雄5、大井・高橋三郎馬房）
- 最佳雌馬：Tosen Jo O（雌6、船橋・川島正行馬房）
- 最佳短途馬：Fujino Wave（雄5、大井・高橋三郎馬房）
- 最佳草地馬：大宇宙（雄6、旭川・田部和則馬房）
- 最佳阿拉伯馬：從缺
- 最佳輓馬：Tomoe Power（雄7、旭川・松井浩文馬房）
- 泥地分級賽最佳馬匹：赤兔馬（雄5、栗東・石坂正馬房）
- 特別表彰：Mill George（退役馬）、Wakao Raiden（退役馬）、赤兔馬（雄5、栗東・石坂正馬房）

## 人物獎項

### JRA賞
- 冠軍練馬師：藤澤和雄（美浦、48勝）
- 最高勝率練馬師：藤原英昭（栗東、18.4%勝率）
- 最高獎金練馬師：松田博資（栗東、16億5030萬1300日圓獎金）
- 優秀技術練馬師：松田博資（栗東）
- 冠軍騎師：武豐（栗東・自由身、156勝）
- 關東冠軍騎師：後藤浩輝（美浦・自由身、116勝）
- 關西冠軍騎師：武豐（栗東・自由身、156勝）
- 最高勝率騎師：安藤勝己（栗東・自由身、23.8%勝率）
- 最高獎金騎師：武豐（栗東・自由身、41億1267萬6900日圓獎金）
- 騎師大賞：從缺
- 冠軍跳欄賽騎師：西谷誠（栗東・自由身、15勝）
- 冠軍新人騎師：從缺
- 特別賞：武豐（栗東・自由身）

### NAR大獎
- 最佳練馬師：川島正行（船橋）
- 最佳騎師：內田博幸（大井・松浦備馬房）
- 優秀新人騎師：西謙一（帶廣・大橋和則馬房）
- 優秀女騎師：別府真衣（高知・別府真司馬房）
- 最佳運動精神獎：菅原勲（水澤・佐藤晴記馬房）
- 特別賞：小林俊彦（水澤・小林義明馬房）、內田博幸（大井・松浦備馬房）

## 退役馬

### 1月
- 高雅茶座
- 風之歌

### 2月
- Opera City
- Air Messiah

### 3月
- Le Mars Girl
- Les Clefs d'Or
- Meine Samantha
- 藤田小姐

### 5月
- 三連冠

### 6月
- Eishin Champ

### 8月
- T M Churasan

### 9月
- 血氣方剛
- Shonan Peintre
- 我心聲
- Meiner Recolte

### 10月
- Meisho Kaido
- 女神之路
- 淺草田園
- Fast Tateyama
- Eishin Tender
- Nishino Charmy
- 名將球手
- Seeking the Best

### 11月
- Sindbad
- 我情可待
- 勝賢
- 天鵝騎士
- 東商變革

### 12月
- 賞月
- Hookipa Wave
- 星之王
- Lofty Aim
- Dear Chance
- Azuma Sanders
- T M Dragon
- 火神
- 大和主將
- Daiwa Passion

## 誕生

### 馬匹
本年誕生的馬匹為2010年經典世代
- 1月22日 - 榮進神駒[1]
- 1月26日 - 杏仁佳釀
- 1月27日 - Silent Melody
- 1月30日 - 法國酒城[2]、Animate Bio、Shimmei Fuji
- 2月5日 - Mikki Dream
- 2月7日 - Tagano Elisabeth
- 2月8日 - Cosmo Phantom
- 2月9日 - Tosen Phantom、Hiraboku King
- 2月10日 - Admire Royal
- 2月13日 - Hansode Bando
- 2月14日 - Dream Sailing
- 2月16日 - 邁向輝煌
- 2月17日 - Miracle Legend、夜之影
- 2月19日 - Neo Vendome、Saint Memory
- 2月20日 - Birdie Birdie
- 2月22日 - 華倫之夢[3]
- 2月25日 - Gestalt
- 3月2日 - Shorida Banzai
- 3月3日 - Admire Cosmos
- 3月7日 - 神通鼎盛
- 3月9日 - Aroma Cafe、Majesty Bio、正孝迅雷
- 3月11日 - Cosmo Nemo Shin
- 3月12日 - Aliseo
- 3月15日 - 始創先鋒
- 3月18日 - Meine Theresia
- 3月19日 - Love Michan、榮進女神
- 3月20日 - 飛毛駒、Big Wee
- 3月22日 - Magnifica、衝鋒駿驥、Onoyu
- 3月25日 - 大和飛鷹
- 3月26日 - 大成傳奇[4]
- 3月27日 - 榮進閃耀[5]、A Shin Whity、Rock Hand Star
- 3月31日 - 比薩勝駒[6]、Oken Sakura、真機伶[7]、Helene
- 4月3日 - 復仇神劍
- 4月11日 - Gold Blitz、Solitary King、飛鳥阿栗、Kura Kinko
- 4月12日 - Denko Octopus
- 4月13日 - Sunrise Prince
- 4月19日 - Grand City
- 4月20日 - 夏威夷鳥[8]、三人共舞
- 4月21日 - Lady Alba Rosa
- 4月27日 - Rainbow Dahlia
- 4月28日 - 野田尚城[9]、San Diego City
- 5月3日 - 大和熱驥[10]
- 5月5日 - 禮貌周到
- 5月6日 - Cosmo Helenos
- 5月7日 - Makani Bisty
- 5月8日 - 北歐神劍
- 5月10日 - 玫瑰帝國[11]
- 5月14日 - Cosmo Meadow
- 5月15日 - 統治地位[12]、名將關白
- 5月17日 - Expedition
- 5月18日 - Quark Star
- 5月20日 - 萬千寵愛[13]
- 5月23日 - 霹靂戰駒[14]
- 5月24日 - Gorski
- 6月6日 - 聯邦之威
- 6月7日 - 昇龍明月

## 逝世

### 馬匹
- 1月29日 - Amber Shadai
- 1月30日 - Victoria Crown
- 2月17日 - Tokai Roman
- 3月8日 - Park Regent
- 3月31日 - Riesengross
- 4月2日 - Rocky Tiger
- 4月26日 - 第一紅寶
- 5月1日 - Super Pegasus
- 5月9日 - 協榮三月
- 5月20日 - Tosho Pegasus
- 5月31日 - Move of Sunday
- 6月2日 - 美麗皇冠
- 6月12日 - 總司令、Fresh Voice
- 6月14日 - Sand Peeress
- 7月1日 - Long Hawk
- 7月 - 新光森林
- 8月2日 - Still in Love
- 8月10日 - Uzushiro Tairo
- 8月15日 - Tamura Cherry
- 9月11日 - Minagawa Manna
- 9月21日 - Wakao Raiden
- 9月26日 - Merci Taka O
- 10月19日 - Mill George
- 11月3日 - Best Grand Cha
- 11月14日 - Nishino Charmy
- 12月8日 - Sakura Century

### 人物
- 1月4日 - 田原源一郎（冠名為「アサクサ」之馬主）
- 1月10日 - 梅崎敏則（冠名為「ウメノ」之馬主）
- 3月19日 - 太宰義人（練馬師）
- 5月31日 - 道川滿彥（前騎師）
- 7月29日 - 高橋直（前練馬師）
- 9月26日 - 廣瀨伸一（賽事評述員）
- 10月5日 - 星川薰（前練馬師，藤原英昭的師父）
- 10月7日 - 高田久成（ 「Ten Point」之馬主）
- 11月10日 - 成宮名光（前練馬師）
- 11月15日 - 飯田正（「Peace of World」之馬主、千代田牧場管理人）
- 12月24日 - 竹田吉孝（騎師）